# Inaugurační diplomy
Inaugurační diplomy byly soubor privilegií a závazků, které Jan Lucemburský potvrdil české šlechtě brzy poté, co v roce 1310 nastoupil na český trůn. Nejprve koncem prosince 1310 pro Čechy a o půl roku později (18. června 1311) pro Moravu.
Zatímco velké privilegium pro Čechy se nedochovalo, obsahově identické velké privilegium pro Moravu je uloženo v Moravském zemském archivu v Brně. Zachoval se rovněž nadsazený návrh inauguračních diplomů sepsaný českou šlechtou v čele s pražským biskupem Janem IV. z Dražic. Požadavky, které na něm šlechta formulovala, však byly naprosto přemrštěné. Jan Lucemburský se svými rádci, mezi nimiž vynikal mohučský arcibiskup Petr z Aspeltu, konečné znění diplomu proto později ještě zásadně pozměnil.
Jan Lucemburský se v inauguračním diplomu zavázal, že nebude domácí úřady, z jejichž držby by vyplývaly důchody nebo statky, obsazovat cizinci a nebude žádat zemskou hotovost pro tažení v zahraničí. Tu mohl využít jen při obraně Českého království. Dále upravil berní povinnosti šlechty a významně rozšířil její dědické právo.
V inauguračních diplomech byly poprvé písemně formulovány i oficiálně uznány požadavky českých pánů. Ty zřetelně omezovaly centrální královskou moc a byly momentálním potvrzením síly šlechty i ztělesněním mocenského dualismu (moc panovníka a moc šlechty). Jejich vydání značně oddálilo proměnu české monarchie ve stavovskou společnost a odstartovalo období dalších devíti let bojů o jejich naplnění.

## Pozadí

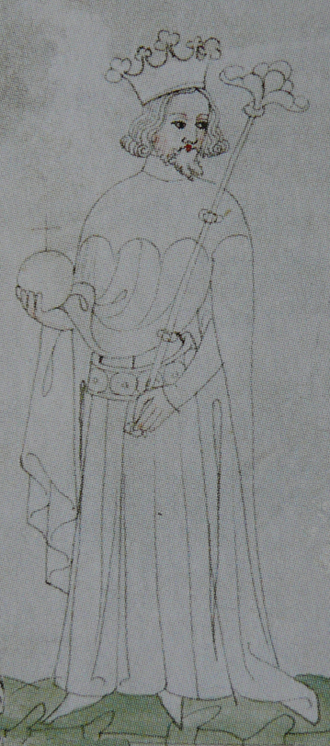
Jan Lucemburský jako český král na vyobrazení ve Zbraslavské kronice

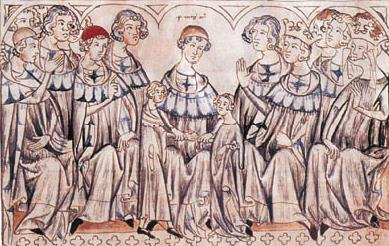
Svatba Jana Lucemburského a Elišky Přemyslovny ve Špýru (Balduineum)

Po zavraždění Václava III. a vymření Přemyslovců po meči v roce 1306 vzplanuly boje o český trůn, ze kterých v roce 1308 jako vítěz vyšel Jindřich Korutanský, proti němuž však ve státě stála silná opozice a on v zemi nedokázal zjednat pořádek. Mezitím se novým římským králem stal Jindřich VII. Lucemburský. Z řad odpůrců Jindřicha Korutanského v Čechách následně začala krystalizovat prolucemburská opozice, jež si za cíl vzala na český trůn dosadit mladičkého syna nového římského krále, Jana Lucemburského. Jan se podle jejích plánů měl oženit s Eliškou Přemyslovnou, sestrou zesnulého českého krále Václava III.
Jan Lucemburský se s Eliškou oženil v srpnu 1310 ve Špýru, a to po mnoha úspěšných jednáních české protikorutanské opozice s Jindřichem VII. i útěku Elišky Přemyslovny z Čech. Římský král Jana při svatbě rovněž ustanovil českým králem a udělil mu české země v léno. Jmenoval ho poté i říšským generálním vikářem za Alpami, tedy svým náměstkem v říši s výjimkou Itálie po dobu své nepřítomnosti. Chystal se totiž na římskou jízdu za císařskou korunou do Itálie. Tímto krokem se Jindřich pokusil upevnit synovo postavení. Poručníkem mladičkého krále se měli stát mohučský arcibiskup Petr z Aspeltu, Jindřichův důvěrník, a hrabě Berthold VII. z Hennebergu. Dne 21. září se Jindřich VII. se svým synem a snachou rozloučil. Zatímco on nastoupil na kampaň do Itálie, Jan spolu s Eliškou a svými rádci začal připravovat tažení do Čech. I přes počáteční neúspěchy této výpravy se Jan v prosinci 1310 zmocnil Prahy a Jindřicha Korutanského vyhnal ze země. Následně se v Čechách chopil vlády.

## Vznik a zachovalost
Jan Lucemburský byl po ovládnutí Čech zcela odkázán na pomoc své manželky Elišky, svých poručníků Bertholda VII. a Petra z Aspeltu a německých pánů, kteří s ním v Praze zůstali, jako byli Albrecht z Hohenlohe, Dieter z Castellu, Filip z Rathsamhausenu, Oldřich z Leuchtenbergu a Filip z Falkensteina. Českému prostředí Jan totiž příliš nerozuměl a neměl ani žádné vladařské zkušenosti. Dne 25. prosince do Prahy svolal zemský sněm, na němž chtěl ustanovit zemské úředníky a přijmout hold a slib věrnosti české šlechty. Čeští velmoži však za hlavní bod jednání považovali vypracování smlouvy mezi šlechtou a panovníkem. Skutečně na tomto sněmu král Jan vydal takzvané velké privilegium pro českou šlechtu neboli inaugurační diplomy pro Čechy. Následně dne 11. února 1311 v bazilice svatého Víta na Pražském hradě proběhla Janova a Eliščina korunovace, kterou uskutečnil Petr z Aspeltu. Velké privilegium pro Moravu nový český král vydal až po půl roce při svém tažení na Moravu v Brně 18. června 1311.
Samotné velké privilegium pro Čechy se nedochovalo, obsahově je ale shodné s velkým privilegiem pro Moravu, které je uloženo v Moravském zemském archivu v Brně, a poté i s opisem listiny Karla IV. z roku 1348. O pravosti velkého privilegia pro Moravu se však z pera Rudolfa Kosse ozvaly pochybnosti, a to z mnoha důvodů, mezi než patřila skutečnost, že se v něm vyskytovalo „i“ s tečkou, které se využívalo až později. Koss dále poukazoval na to, že práv uvedených na listině se šlechtě dostalo až na sklonku 14. století. Většinu jeho argumentů ale vyvrátil Václav Hrubý, jenž také doložil, že velké moravské privilegium se dochovalo v konfirmacích z let 1411, 1434, 1458, 1479, 1490, 1523 a 1527. Václav Hrubý, Josef Šusta a Rudolf Koss zpochybnili i autenticitu zmíněného opisu listiny Karla IV., kterou Karel vydal vzápětí po svém nástupu na český trůn.

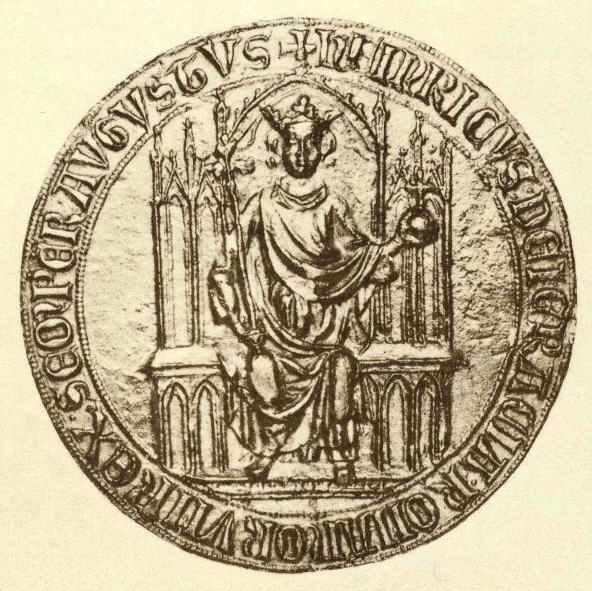
Jindřichova královská pečeť

Inaugurační diplomy se zdánlivě zachovaly také ve formulářové sbírce pražského biskupa Jana IV. z Dražic. Znění této listiny se od velkého privilegia pro Moravu i opisu listiny Karla IV. ale obsahově značně liší. Zatímco Václav Hrubý ho považoval za opis skutečného velkého privilegia pro Čechy, Josef Šusta se domníval, že se jednalo o soupis výsad vydaných Lucemburky ve prospěch české šlechty při jednání na přelomu srpna a září 1310 ve Špýru, které Jan po příjezdu do Čech nedodržel a vydal nové méně štědré privilegium, jež, jak Šusta uznává, bylo identické s velkým privilegiem pro Moravu. Indicií se mu pro tuto hypotézu stala podobnost slohu listiny z biskupské sbírky s listinami z kanceláře Jindřicha VII. Václav Chaloupecký však dokázal, že šlo o nadsazený návrh inauguračních diplomů, jež byl vypracován až po příjezdu Jana Lucemburského do Čech českými šlechtici v čele s Janem IV. z Dražic. Jan Lucemburský se svými rádci konečné znění diplomu později ale ještě zásadně pozměnil. Chaloupeckého stanovisko přejala většina historiků včetně Rudolfa Kosse, Otty Peterky a Jiřího Spěváčka.
Chaloupecký svou teorii podepřel mnoha argumenty, mezi které patřil fakt, že se Jan po příjezdu do Čech ocital v poměrně vratké situaci, v níž by se neodvážil porušit své sliby dané české šlechtě. Chaloupecký nadále vyvrátil údajnou podobnost listin Jindřicha VII. s dokumentem z biskupovy sbírky a v Šustově hypotéze odhalil i jiné nesrovnalosti. Jednalo se třeba o to, že v listině z Dražicovy sbírky se Jan Lucemburský tituluje jako říšský vikář, ačkoli mu otec tuto hodnost udělil až po jednání s českou delegací v Kolmaru mezi 10. a 13. říjnem 1310, a jako český a polský král, i když se Jan k polské koruně v titulatuře poprvé otevřeně přihlásil 18. října a Jindřich VII. ho polským králem na svých listinách nikdy nezval.

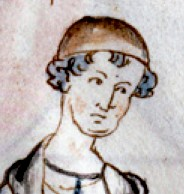
Petr z Aspeltu (Balduineum)

Jiří Spěváček Chaloupeckého vyvrácení Šustova výkladu podpořil argumentem, že Jindřich VII. s Janem Lucemburským a svými rádci by privilegia na listině z formulářové sbírky nikdy nemohli akceptovat, natož aby ji sami vydali. Jednalo by se totiž o naprostou mocenskou kapitulaci před mimořádně sebevědomým a silným českým panstvem, protože výsady na tomto dokumentu byly vyloženě přemrštěné. Chaloupecký zároveň ale připustil, že by nějaký návrh inauguračních diplomů na dvoře Jindřicha VII. při jednání s českou delegací vzniknout mohl, rozhodně to podle něj však nebyl dokument ze sbírky Jana z Dražic. Ten podle něj vznikl v době, kdy se Jan Lucemburský nacházel v tísni, což mohl být případ momentu, kdy se mu při tažení do Čech nepovedlo obsadit Kolín ani Kutnou Horu. Z přehnaných požadavků sepsaných na formuláři pražského biskupa čeští šlechtici po dobytí Prahy ale museli slevit, neboť je Janovi rádci pochopitelně odmítli přijmout. Na zformulování finální verze velkého privilegia se pak zásadní měrou zřejmě podílel Janův poručník a mohučský arcibiskup Petr z Aspeltu. Podle Jiřího Spěváčka Janovi poručníci o definitivní podobu velkého privilegia s českými šlechtici svedli úporný diplomatický boj.

## Obsah
Inaugurační diplom zřetelně omezoval centrální královskou moc, byl momentálním potvrzením síly šlechty a ztělesním mocenského dualismu (moc panovníka a moc šlechty) v českých zemích. Jeho vznik umožnilo specifické postavení nového krále Jana Lucemburského, jehož vztahy s dobyvačným zemským panstvem byly značně napjaté. Souviselo to s tím, že v Čechách s ním zůstala řada německých rádců a spojenců, kteří fakticky vládli místo něj.
Jako pozoruhodná se jeví skutečnost, že v Janově velkém privilegiu pro českou a moravskou šlechtu i duchovenstvo není ani náznakem zmíněna nějaká výsada pro měšťanstvo. Jiří Spěváček si ji vysvětluje tak, že přední patricijské rody se velice zkompromitovaly podporou vlády Jindřicha Korutanského, po jehož pádu se tak logicky ocitly zcela v pozadí a nemohly na nového panovníka tudíž klást takové požadavky jako šlechtici a duchovní.

### Preambule
Šlechta v listině Jana z Dražic preambuli velkého privilegia požadovala formulovat takto:
Slibujeme [totiž král Jan], ak tomu se věrným a pevným závazkem svého slibu přiznáváme, že ctihodného v Kristu otce pana Jana, biskupa Pražského, knížete našeho zvláště milého i s jeho nástupci, jakož i kostel pražský a všecko duchovenstvo, dále pány a zemany i všecky obyvatele království, jejich statky a majetky, zachováme v jejich právech a v jejich svobodách, že budeme vždy dbáti jejich zvyklostí, výsad i oprávnění jakéhokoliv rázu jak na soudu (zemském), tak i mimo (zemský) soud, aby vždy byla pevná a zůstala nedotčená, že tato práva v ničem nepozměníme ani neumenšíme, ale budeme zavázáni sami je zachovávati a pečovati o to, aby i od jiných byla zachovávána. Neudělíme také nikomu, ať je jakéhokoli stavu, žádně výsady, které by mohly býti zmíněným právům, zvyklostem, výsadám a svobodám nějak na újmu, nýbrž taková práva, která snad byla udělena od jiných, tímto svým listem odvoláváme. Aby pak tohoto našeho obecného ubezpečení jakýkoli lstivý a dvojsmyslný výklad pomocí nějaké záludnosti v protivě k naší vůli a na škodu obyvatel království i proti jejich úmyslu byl zmařen, zmíněných obyvatel království práva, která spíše osvětleni a jasnějšího výkladu mají zapotřebí, aniž bychom tím chtěli odvolati neb umenšiti jiná jejich práva neb naše sliby, které jsme jim stran těchto práv i stran jiných článků, jež máme zachovávati, dali, rozkázali jsme do této listiny písemně vložiti.
Preambule nadsazeného návrhu českých pánů velkého privilegia pro Čechy
Pokud by Jan tento požadovaný návrh do privilegia skutečně vložil, duchovenstvo i šlechta by se zcela odloučily od moci krále a proměnily by se v na králi nezávislou společenskou složku. V konečné verzi privilegia proto preambule zněla takto:
„Slibujeme [totiž král Jan], že všecka knížata království našeho českého, i Moravy, duchovní i světská, pány, zemany, preláty, kleriky i všecky naší vládě podřízené, objímajíce je blahovolně zbožným sklonem naší lásky, zachováme v jejich všech právech i zvyklostech, které získali a mají od našich předchůdců, a tyto za platné uznáváme a chceme neporušené zachovávati; a také, že všecka jejich privilegia, která mají od našich předchůdců, chceme potvrditi naší pečetí.
Preambule velkého privilegia pro Čechy a Moravu
Jednalo se o vyjádření, jež se rovnalo obyčejným královským privilegiím, v čemž Janovi rádci zaznamenali významný úspěch. Výslovně navíc šlo o pouhé potvrzení starých výsad, nikoli o udělení nových.

### První článek

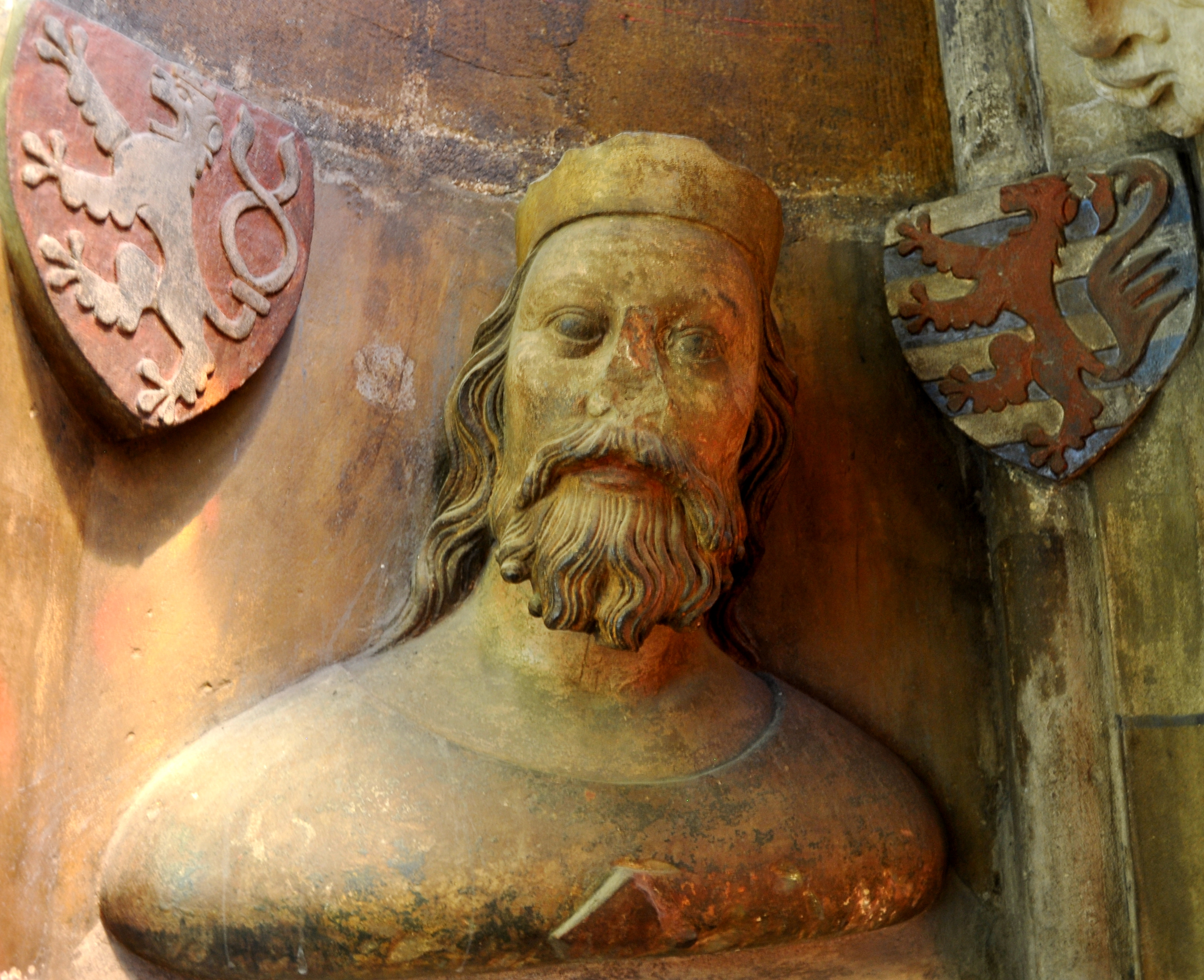
Busta Jana Lucemburského v katedrále svatého Víta v Praze

Prvním požadavkem šlechty byla úprava jejích vojenských povinností, což patrně reflektovalo její obavy z toho, že ji Jan Lucemburský bude využívat ke svým válečným tažením, stejně jako činil Přemysl Otakar II. nebo Václav II. Čeští páni požadovali privilegium, že se nemusí zapojovat do králových zahraničních tažení a jejich vojska panovník smí bezplatně využít (svolat zemskou hotovost) pouze při obraně Čech a Moravy před útokem z venčí. Účastnit se králova tažení mohou jenom tehdy, pokud tak učiní ze své dobré vůle, nebo jim za to král řádně zaplatí.
Jan tyto nároky v konečné podobě inauguračních diplomů schválil v plném znění až na to, že tuto výsadu neoznačil za starobylé právo šlechty, jak původně požadovala, nýbrž za svou zvláštní milost. Dále také změnil pojmy Čechy a Morava na České království a Moravské markrabství, aby mu šlechtici museli pomáhat i při obraně jiných potenciálních zemí náležících k české koruně.

### Druhý článek

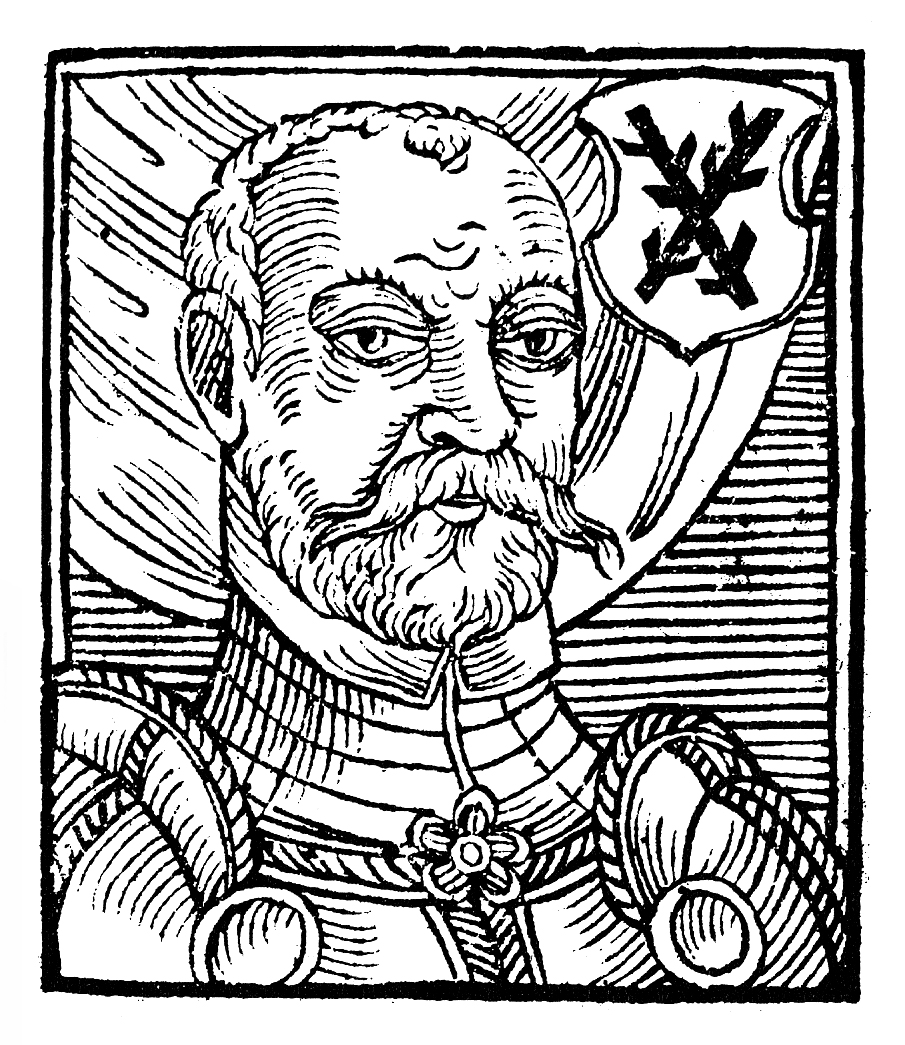
Přední český šlechtic doby Jana Lucemburského Jindřich z Lipé

Druhý požadavek šlechty zněl tak, aby král bez povolení panstva nesměl vybírat zemskou berni, s výjimkou momentu své korunovace nebo na věno svých dcer. Šlechtici si tak vlastně nárokovali rozhodovat o vybírání daní. Janovi rádci v tomto ohledu šlechticům ale nevyhověli a ve finální podobě velkého privilegia pouze upravili šlechtické berní povinnosti. Král si v inauguračním diplomu vyhradil právo berni vybírat bez panského souhlasu, a to při korunovaci nebo sňatku svých dcer i synů.
Šlechta dále žádala přesné stanovení od koho a v jaké výši se berně má vybírat. Postulovala, aby se brala jenom z poddanské nebo nájemné půdy, ze selských lánů, mlýnů a od poddanských řemeslníků, což se ale nemělo vztahovat k půdě panských služebníků a úředníků, manů, lenních družiníků a rychtářů. Půda panské čeledi se měla považovat za panskou půdu, jakkoli na ní panští služebníci hospodařili či nikoli. Šlechtici de facto chtěli, aby se berně vybírala pouze z rustikálu a dominikál byl daní zproštěn. Z jednoho lánu selské půdy (rustikálu) požadovali vybírat 16 grošů, stejně jako z nerozměřené selské půdy. Z větších mlýnů, krčem a od panských řemeslníků zase po čtyřech groších. Ve skutečném inauguračním diplomu král Jan však pouze zrušil dávky vyšší než 16 grošů z lánu. I tak to pro šlechtu ale byla velká výhoda. Jan tuto výsadu šlechtě opět vyhradil jako zvláštní milost, nikoli jako starobylé právo.

### Třetí článek
Třetím postulátem šlechty bylo rozšíření jejího dědického práva. Až dosud totiž platil zákon, podle něhož v případě, že šlechtic zemřel bez mužských potomků, jeho majetek jako odúmrť spadl na královskou komoru. Uplatňoval se tak feudální názor, podle kterého všechna půda ve státě patřila panovníkovi a byla šlechtickým „poddaným“ jen propůjčována. Šlechtici odúmrtní právo často obcházeli kolektivní rodovou držbou majetku, takzvaným nedílem. Odúmrť se zároveň řadila mezi nejvýznamnější příjmy královské komory. Panstvo se v návrhu velkého privilegia domáhalo práva svobodného testamentu a rozšíření svého dědického práva také na ženské potomky. Odúmrtní právo mělo fungovat pouze tehdy, když šlechtic zemřel bez potomků i testamentu. Tyto požadavky páni pokládali za odměnu, že dosadili Jana Lucemburského na český trůn, jakkoli tento argument byl podle Jiřího Spěváčka naprostou fikcí. V návrhu inauguračních diplomů šlechtici dokonce uvedli výmysl, že právo svobodného testamentu i dědických práv dcer bylo jejich starobylých právem, které jim po vymření Přemyslovců odňali Janovi předchůdci na českém trůně.
Na právo svobodné závěti pro šlechtu Jan Lucemburský sice nepřistoupil, na druhou stranu ale panstvu přiznal dědické právo po mužských i ženských příbuzných do čtvrtého kolene, v čemž šlechtici slavili významný úspěch. Toto privilegium král neoznačil za starobylé právo šlechty, nýbrž za vyhovění „obecnému přání rodičů, toužících po tom, aby jejich děti po nich dědily“.

### Čtvrtý článek a závěr
Čtvrtý článek šlechta v návrhu inauguračního diplomu formulovala takto:
Konečně, aby veškeré podezření a jakýkoli důvod nelibosti byl odstraněn, jenž by vůči nám u pánů a vladyk království českého mohl vzniknouti, takový si zákon s nezměnnou nutností ukládáme [totiž král Jan] a pro nás a pro naše nástupce s povinnosti trvalé závaznosti utvrzujeme, že žádného cizince neustanovíme ani hejtmanem, ani purkrabím nebo kastelánem na našich hradech, ani žádného úředníkem neb poživatelem úředního důchodu v Čechách či na Moravě nebo při našem dvoru, dále že nedáme takovým cizincům žádná zboží, statky neb hrady, úřady nebo úřední oprávnění, ať již trvale anebo jen do jistého času, a že také nikterak nedopustíme, aby v království českém získávali je jako dědictví, než rozhodli jsme se, že všechna zmíněná práva toliko Čechům a Moravanům budeme a máme udělovati. Aby pak snad postranní cestou nějak neproniklo to, co se tu s upřímným záměrem zakazuje, toto ustanovení k našemu výše zmíněnému zákonu se stejně přísnou a závaznou nutností připojujeme, že nemá cizinec nebo jinostranec [cizozemec] v Čechách či na Moravě dědiny, hrady, panství a zboží nemovitá neb jakákoli práva kupovati neb koupená držeti; kdyby však někomu takovému zboží tohoto rázu byla darována neb odkazem poručená anebo dostala se mu třeba věnem jeho manželky z Čech či z Moravy, anebo z nějakého jiného právního důvodu dostala se do jeho majetku, týž bude zavázán, aby do roka prodal taková zboží některému domácímu zeměnínu [domácímu pánu]; a kdyby tak neučinil, všecka ta zboží, kterých nabyl, dědickým nápadem ihned přejdou po uplynutí lhůty jednoho roku na nejbližší příbuzné zmíněné paní.
Návrh českých pánů velkého privilegia pro Čechy
Čtvrtý požadavek šlechty byl důsledkem zejména toho, že za krále fakticky vládli cizí rádci v čele s Petrem z Aspeltu a Bertholdem z Hennebergu, čímž vytlačovali vliv šlechty na panovníka. Rovněž to ale bylo dopadem zkušeností šlechty z období vlády Jindřicha Korutanského, za nějž na čas de facto vládl míšeňský markrabě Fridrich Pokousaný, a Rudolfa Habsburského, jenž do Čech přivedl velké množství švábských rytířů. Šlechtici se zkrátka obávali nadvlády cizinců.
Čtvrtý panský postulát Janovi rádci značně zredukovali do této formy:
Dále pak, abychom obyvatele našeho království k dobrovolné podnítili poslušnosti, slibujeme jim, že nikdy žádnému jinému než Čechovi v Čechách a Moravanovi na Moravě nesvěříme nějaký úřad, spojený s důchody.
Velké privilegium pro Čechy a Moravu
Na závěr inauguračního diplomu šlechtici chtěli, aby Jan Lucemburský připojil závazek, že vše co ve velkém privilegiu slíbil, bude neochvějně dodržovat a do dvou týdnů nechá vyhotovit tři kopie velkého privilegia, jež předá pražskému biskupovi a české šlechtě. V konečném znění inauguračních diplomů Jan tato slova ale vynechal a nahradil je obyčejným stvrzením svou pečetí.

## Důsledky
Vydání inauguračních diplomů se stalo přelomovou událostí ve formování vztahů mezi šlechtou a českým králem. V inauguračních diplomech byly poprvé písemně formulovány i oficiálně uznány požadavky českých pánů. Ačkoli do nich byl vtělen mocenský dualismus, jenž se stal trvalou hrozbou pro královskou instituci, neohrozily nijak suverenitu českého státu. Zároveň ale zásadně oddálily vývoj české monarchie ke stavovské společnosti, protože velké privilegium zpečetilo převahu šlechty v reprezentaci státní moci, čímž vyloučilo partnerství měst. Souviselo s tím i to, že inaugurační diplomy de facto uzákonily protikladnost šlechty a panovníka. Panstvo se tím rozpoltilo na dva tábory, z nichž jeden vždy stál po boku krále a druhý proti němu. Takovéto rozštěpení mimořádně oslabovalo celý český stát, čímž v něm zabránilo funkčními stavovskému rozdělení moci. Ke vzniku stavovské společnosti a překonání inauguračních diplomů došlo až po husitských válkách. Vydání inauguračních diplomů zahájilo období dalších devíti let bojů o jejich naplnění.

## Odraz vkronikách

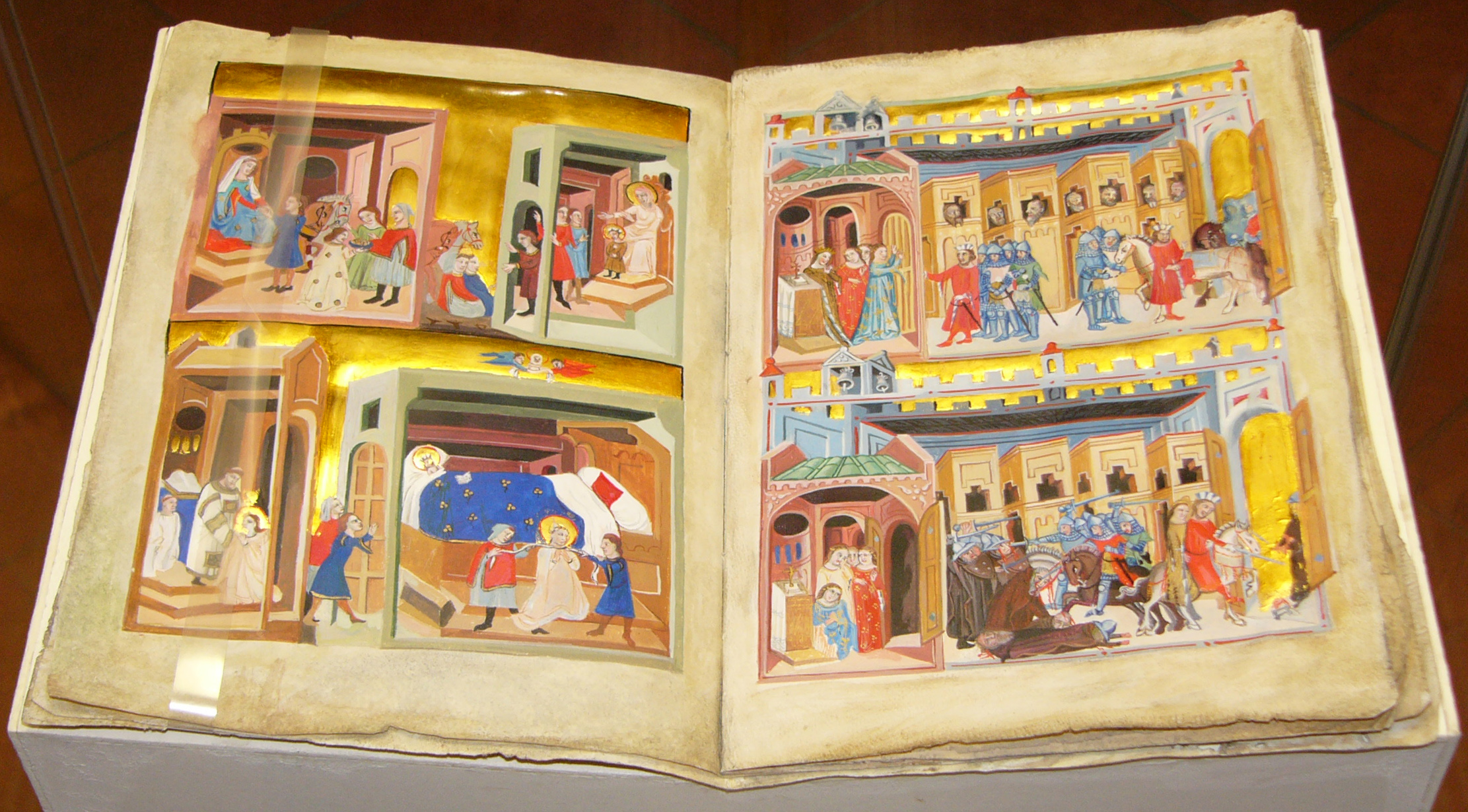
Dalimilova kronika

O inauguračních diplomech se výslovně nezmiňuje ani jedna kronika, přestože nástup lucemburské dynastie na český trůn popsalo mnoho kronikářů včetně Petra Žitavského, tak řečeného Dalimila, Beneše Krabice z Veitmile, Přibíka Pulkavy z Radenína a Františka Pražského a jiných. Proticizinecká opatření ve své kronice reflektoval Dalimil, který v ní mluví o vyhrazení zemských statků české šlechtě a vyslovuje přání, aby nový český král měl rád české zemany a radil se s českým panstvem. Vydání diplomů naznačuje i František Pražský, který mluví o milostech krále Jana po ovládnutí Čech vůči biskupovi Janovi z Dražic, jehož zásluhy na nástupu Lucemburků značně vyzdvihuje. Petr Žitavský ve Zbraslavské kronice sice zmiňuje, že Jan po příjezdu do Čech uspořádal zemský sněm a nastolil mír, ale ani jeho text se inauguračních diplomů výslovně nijak nedotýká.